# Laurentiuscodex
De Laurentiuscodex of Laurentiuskroniek (Russisch: Лаврентьевский список, Лаврентьевская летопись) is een verzameling kronieken met o.a. de oudste nog bestaande versie van de Primaire Kroniek (Nestorkroniek). Het bevat ook de oudstbekende kopie van de Soezdal-Vladimirkroniek, een voortzetting van de Primaire Kroniek vanaf het jaar 1111 tot 1305, waarbij voornamelijk de gebeurtenissen in de noordoostelijke Roes' vorstendommen van Vladimir-Soezdal worden beschreven.
Het manuscript werd in 1792 verworven door graaf Aleksej Moesin-Poesjkin en vervolgens aangeboden aan de Russische Nationale Bibliotheek in Sint-Petersburg.

## Samenstelling
De codex werd door de Nizjni Novgorodse monnik Laurentius in opdracht van Dionysius van Soezdal in 1377 niet slechts gekopieerd. De originele tekst over de gebeurtenissen van 1284 tot 1305 was een verloren gegane codex die in 1305 werd samengesteld voor de grootvorst Michaël van Tver, maar Laurentius veranderde de weergave van Joeri Vsevolodovitsj, de stichter van Nizjni Novgorod, van positief naar negatief, waardoor de rol van de Tataren gedeeltelijk werd gerehabiliteerd. Vasili Komarovitsj (1976) bestudeerde sporen van veranderingen in het manuscript en stelde een hypothese op over de verschillen tussen de versie van Laurentius en de verloren gegane versie van de Tver-kroniek. 

## Inhoud
De Laurentiuscodex voegde verschillende codices van de Vladimir-kronieken samen:
- de Laurentiaanse tekst van de Nestorkroniek, die gebeurtenissen van 852 tot de jaren 1110 omvat
- de Soezdalse Kroniek of Soezdal-Vladimirkroniek,[2] die gebeurtenissen van 1111 tot 1305 omvat

Het is de tweede editie van de kroniek van Nestor, die al in 1116 was herzien door Sylvester, hegoumen van het Sint-Michielsklooster in Vydoebytsji, onder het bewind van vorst Vladimir Monomach, en het is de oudste versie die vandaag de dag bekend is. De codex is een unieke bron voor de autobiografische kroniek genaamd Instructie van Vladimir Monomach.
Het eerste deel tot folio 40 verso werd geschreven door een onbekende schrijver in opdracht van Andrej Bogoljoebski. In 1177 werd het na de moord op de vorst voltooid. Het tweede deel over Vsevolod het Grote Nest liep door tot 1193. Het derde deel, dat Vsevolod verheerlijkte, werd in 1212 samengesteld door zijn zoon Joeri Vsevolodovitsj. De Vladimirkronieken leenden uit bronnen uit het zuidelijk deel van het Kievse Rijk, vooral uit Perejaslav, aangezien de vorsten van Vladimir de stad als onderdeel van hun erfgoed beschouwden.
De compilatie verwees naar verschillende perioden tot 1305, maar de jaren 898-922, 1263-1283 en 1288-1294 waren weggelaten, waarschijnlijk onder toezicht van Dionysios, metropoliet van Kiev. De herziening gebeurde onder grote haast en een andere hand in het manuscript bewijst dat Laurentius' werk werd bijgestaan door een tweede schrijver, wiens hand te vinden is op de later toegevoegde folio's 157, 167, en op de keerzijde van folio 161. 
De tekst van de Soezdal-Vladimirkroniek vertoont sterke overeenkomsten met de versie van de Kievse Kroniek in de Hypatiuscodex, maar ook enkele opmerkelijke verschillen. Jaroslaw Pelenski (1988) merkte op dat de Kievse Kroniek Andrej's acties als ongepast en illegaal beschreef, terwijl de Soezdal-Vladimirkroniek dergelijke verwijzingen wegliet. Dit komt overeen met hoe de Kievse Kroniek over het algemeen ambivalent of openlijk kritisch is over de regering van Andrej, terwijl de Soezdal-Vladimirkroniek positief en complimenteus is over zijn daden.
- Bibliothèque nationale de France: cb15802967g (data)